# Альвари, Макс
Макс Альвари, настоящее имя Максимилиан Ахенбах (нем. Max Alvary (3 мая 1856 — 7 ноября 1898) — немецкий оперный певец (героический тенор).

## Биография
Макс Альвари родился в Дюссельдорфе в семье художника Андреаса Ахенбаха. Музыкальное образование получил во Франкфурте-на Майне у известного педагога Юлиуса Штокхаузена и в Милане у не менее известного Франческо Ламперти.
В 1879 году он дебютировал под псевдонимом Макс Альвари в придворном театре Веймара в роли Алессандро Страделла в опере Фридриха фон Флотова «Алессандро Страделла». Он играл в этом театре до 1885 года, исполняя среди прочих теноровые партии в «Марте» Флотова, «Дон-Жуане» и «Лукреции Борджа» Доницетти.
Наделённый от природы драматическим тенором и приятной сценической внешностью, он быстро стал получать ведущие партии в операх Вагнера, а с 1885 года гастролировал в Америке и Англии.
Дебютировал вместе с Лили Леманн в «Метрополитен-опера» в «Кармен» в 1885 году, выступая там до 1889 года, а также гастролируя по Америке, например, в Бостоне, Филадельфии и Вашингтоне.
Вернувшись в Германию, он пел на Байройтском фестивале 1891 года в «Тангейзере» вместе с Паулиной де Анна, будущей женой Рихарда Штрауса, и в «Тристане и Изольде».
В 1890 выступал в Придворной опере Мюнхена, а в 1981 году — в городском оперном театре Гамбурга.
Лучшим выступлением Альвари стало исполнение роли Зигфрида на первой премьере «Кольца Нибелунгов» в лондонском «Ковент-Гардене» в 1892—1893 годах. Внимание публики привлёк и тот факт, что его Зигфрид впервые был без бороды.
Другими известными ролями были Пилад в «Ифигении в Тавриде» Глюка, Флорестан в «Фиделио», Макс в «Вольном стрелке» Вебера и Лоэнгрин в «Мерлине» Гольдмарка. Кроме того, он был известным исполнителем ораторий.
В 1893 году во время репетиции «Зигфрида» в придворном театре Маннхайма он упал в открытый люк и серьёзно поранился. Он так никогда не смог оправиться от последствий этого падения и в 1896 году ушёл со сцены.
Макс Альвари скончался в Табарце в Тюрингии в 1898 году.